# Regal (órgano)
El órgano de regalía o regal (también conocido como órgano de regalías, órgano de lengüetería, regales, regalas, regalos real y realejo) es un órgano de reducidas dimensiones normalmente transportable y a veces emplazado en lugar fijo (sobre una mesa o en el suelo).

## Descripción
Está formado por un solo teclado manual y un único registro de lengüeta batiente, normalmente en diapasón de ocho pies. Su extensión es de unas tres octavas. Para generar el aire, cuenta con un par de fuelles de cuña detrás del instrumento accionados manualmente con un operador.
A diferencia del órgano positivo, el regal no cuenta con tubos, sino con pequeños resonadores normalmente de madera que alojan una fina lengüeta de latón que vibra con el paso del aire. El sonido de este instrumento, poco melodioso, es más bien penetrante, lo que le permite ser escuchado incluso en lugares abiertos.